# فرودگاه نیروی هوایی سلطنتی گراولی
فرودگاه نیروی هوایی سلطنتی گراولی (به انگلیسی: RAF Graveley) یک فرودگاه است . این فرودگاه در کشور انگلستان قرار دارد و در ارتفاع ۵۳ متری از سطح دریا واقع شده است.